# Rovelló (personatge)
Rovelló és un personatge literari, coprotagonista de l'obra Els pastorets o l'adveniment de l'infant Jesús de Josep Maria Folch i Torres, escrita el 1916 i estrenada la vigília de Nadal d'aquell any al Coliseu Pompeia de Gràcia (Barcelona).
Es desconeix qui va ser el primer actor a interpretar-lo, però un programa de mà de la reestrena de l'obra duta a terme al Teatre Romea el 1919 assenyala un tal Sr. Giménez Sales com al seu intèrpret sota la direcció d'Enric Giménez. Aquest programa, considerat el més antic que es conserva d'una representació d'aquesta obra, es troba al fons del Museu de les Arts Escèniques de l'Institut del Teatre.

## Descripció
En Rovelló és un rabadà català, company d'aventures d'en Lluquet en el periple oníric que viuen junts fins a Judea. Igual que ell viu en una masia amb els seus amos i sol dur la indumentària típica del pastor català del s. XIX.
El seu nom, referent als bolets homònims, connota la passivitat del personatge que sempre va a remolc d'en Lluquet. Les seves accions, sovint mogudes per emocions o impulsos, solen estar condicionades i atenuades pel seu company, que actua sobre ell com a veu de la consciència. Els elements més rellevants que configuren el seu caràcter són la son, la por i la golafreria. A l'obra en Rovelló encarna la ingenuïtat infantil i la bondat sense malícia, un tret que contrasta amb l'enginy i la intel·ligència de Lluquet, més madur i cerebral. La infantilitat del personatge es fa palesa, entre d'altres, quan el seu company Lluquet s'enamora de la pastora Isabeló, un enamorament que Rovelló, com els nens, no acaba d'entendre.
Al principi de l'obra ja apareix dormint a la masia i només es desperta quan Lluquet li parla de menjar i d'àpats copiosos. De fet, aquest és el seu punt feble, que el porta a caure en el pecat de la gola quan un dia al bosc es menja l'esmorzar d'en Jeremies, el pastor tartamut, després de ser temptat per les fúries de l'infern. La por del desconegut es fa present en ell durant tota l'obra, però especialment quan se les ha de veure amb Satanàs. L'avarícia també sedueix Rovelló quan Satanàs i Llucifer l'enganyen amb el procediment de l'or enterrat al bosc. Les escenes amb els dimonis són els moments en què el personatge pren un major protagonisme i proporciona les situacions i els diàlegs més còmics de l'obra. Especialment celebrada és la salvació dels inferns dels dos pastors protagonistes gràcies a un esternut d'en Rovelló provocat pel fum infernal que emana de les Calderes d'en Pere Botero.
Rovelló és un dels personatges emblemàtics de l'obra i esdevé l'encarregat de donar el contrapunt humorístic al text, al mateix temps que aconsegueix la complicitat del públic infantil.